# Emir Khaled

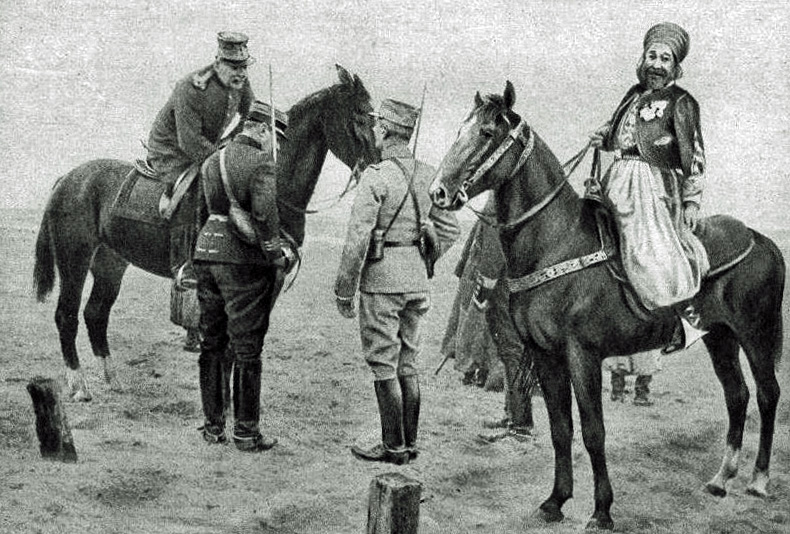
Emir Khaled als französischer Offizier (rechts)

Emir Khaled (* 1875 in Syrien; † 1936 in Damaskus; arabisch خالد الهاشمي بن عبد القادر الجزائري Khalid Al-Haschimi bin Abd al-Qadir Al-Dschasairi) war ein französischer Offizier algerischer Abstammung und Politiker während der französischen Kolonialherrschaft in Algerien.

## Herkunft und Werdegang
Emir Khaled war der Enkel von Abd el-Kader, einem bedeutenden Führer des Widerstands gegen die französische Eroberung. Er wurde im syrischen Exil seines Großvaters geboren und verbrachte dort seine Kindheit. Seine Schulausbildung absolvierte er am Lycée Louis-le-Grand in Paris. An der Militärschule Saint-Cyr wurde Khaled zum Offizier ausgebildet. Er nahm an Kampfhandlungen in Marokko teil und brachte es bis zum Hauptmann.

## Politisches Wirken
Emir Khaled forderte eine Assimilation der muslimisch-algerischen Bevölkerung als gleichwertige Bürger in der französischen Republik, ohne dass diese ihre kulturelle Herkunft aufgeben müssten. Er forderte den Muslimen zu ermöglichen die französische Staatsbürgerschaft zu erhalten, ohne die Bindung an das im Privatrecht gültige islamische Schariarecht aufgeben zu müssen. Er war dabei von den Jungtürken inspiriert und begründete seine Forderungen damit, dass der französische Staat die Algerier nicht zur Wehrpflicht einziehen, sie aber weiterhin von politischer Teilhabe ausschließen könne. Emir Khaled wurde bald zur prominentesten Figur der um die Assimilation bemühten muslimisch-algerischen Politiker und gab unter dem Titel Ikdam auch eine eigene Zeitung heraus.
Innerhalb der muslimischen Gesellschaft standen Emir Khaled Teile der islamischen Geistlichkeit unter Scheich Ben Badis entgegen die jede Assimilation in die französische Gesellschaft ablehnte. Emir Khaled wurde 1923 auf das Betreiben von Politikern der Siedler ins Exil nach Damaskus verbannt. Er verstarb dort 1936. Sein Tod löste in der Kolonie eine Volkstrauer aus.